# Christine von Hoiningen-Huene
Barones Christine von Hoiningen-Huene (Koblenz, 21 juli 1848 - Zürich, 21 januari 1920) was een Zwitserse schrijfster en historica.

## Biografie
Christine von Hoiningen-Huene was een dochter van Anselm August von Hoiningen-Huene, een mijnbouwingenieur. In 1881 huwde ze met Otto Perthes. In 1878 schreef ze een biografie over zuster Amalie von Lasaulx, die in 1880 in het Frans werd vertaald. Dit en andere van haar eerste werken bracht zij anoniem uit. Op aanmoediging van kerkhistoricus Ignaz von Döllinger begon zij in 1881 geschiedenisstudies. Na haar scheiding in 1893 werd ze in 1895 onder bescherming geplaatst door haar familie. Later zou ze nog geschiedenis, Germaanse rechtsgeschiedenis en Duitse en Franse literatuurgeschiedenis studeren in Zürich (1896) en vervolgens in Bern, waar zij onder meer les kreeg van Eugène Michaud en Philipp Woker. In 1898 behaalde ze een doctoraat, op vijftigjarige leeftijd. Christine von Hoiningen-Huene voerde ook genealogisch onderzoek uit naar Zwitserse adellijke families.
- Gemeinsame Normdatei: 116091673
- Historisch woordenboek van Zwitserland: 048395
- International Standard Name Identifier: 0000 0000 7258 5125
- Nederlandse Thesaurus van Auteursnamen: 127157077
- Réseau des bibliothèques de Suisse occidentale: 02-A003378843
- Virtual International Authority File: 47504920
- WorldCat: E39PBJmhW8vQ7G9MhByQP9vT73